# نفيه نحمياه
نفيه نحمياه بؤرة إسرائيلية أقيمت عام 2002 على أراضي قرية اسكاكا شرق محافظة سلفيت. تتبع إداريًا مجلس شمرون الإقليمي. عام 2013 وافقت سلطات الاحتلال الإسرائيلية على إضفاء الشرعية عليها.

## التسمية
سميت باسم نحميا بن يهودا، رئيس إحدى الشركات التي ساهمت بشكل كبير في إقامة المستوطنات في الضفة الغربية.

## الجانب القانوني
يعتبر المجتمع الدولي المستوطنات الإسرائيلية في الضفة الغربية غير قانونية بموجب القانون الدولي، لكن الحكومة الإسرائيلية تعارض ذلك.